# Station Northeim (Han)
Station Northeim (Han) (Bahnhof Northeim (Han)) is een spoorwegstation in de Duitse plaats Northeim, in de deelstaat Nedersaksen. Het hoort bij de Duitse stationscategorie 3 en beschikt over zes perronsporen. Naast drie dagelijkse Intercity-treinparen is het station voornamelijk een regionaal knooppunt.

## Geschiedenis
Op 31 juni 1854 werd Northeim met de opening van het trajectdeel van Alfeld naar Göttingen (onderdeel van de Hannöversche Südbahn) op het spoorwegnetwerk aangesloten. Op 1 september 1871 werd de Südharzstrecke tot Herzberg am Harz en daarna verder naar Nordhausen in gebruik genomen. Met de opening van de Sollingbahn naar Ottbergen op 15 januari 1878 werd Northeim een belangrijk spoorwegknooppunt. De spoorlijnen waren van groot belang voor de ontwikkeling van de stad.
Bij zware bombardementen in februari en april 1945 werd het station Northeim met zijn representatieve stationsgebouw, die uit 1885 kwam, volledig vernield. Na de Tweede Wereldoorlog begon de wederopbouw van station Northeim.
Einde jaren 60 ontstond het huidige stationsgebouw en er is sinds 1993 een OV-Servicewinkel (DB Reisezentrum) gevestigd, die het oude loket verving.
In 1988 kreeg Northeim de eerste Interregio-Express-lijn van de Deutsche Bundesbahn (de westelijke voorloper van de Deutsche Bahn) in zijn aanbod, die de D-trein afloste. In december 2002 werd de Interregio-dienst door Intercity-dienst, die elke twee uur rijdt, vervangen.
Dicht bij station Northeim vond er op 15 november 1992 tegen 1:30 uur een ongeval plaats, hierbij waren er 11 doden en 51 gewonden.
In het jaar 2014 werd het station voor €6,4 miljoen gemoderniseerd en toegankelijk gemaakt. De westelijke perrons (spoor 1-3) kregen een hoogte van 76 centimeter, de oostelijke perrons (spoor 11-13) een hoogte van 55 centimeter.
In 2016 werd de stationstunnel naar het westen verlengd.

## Indeling
Het station heeft drie eilandperrons, waarvan in het middelste perron het stationsgebouw staat. In dit gebouw bevindt zich een OV-Servicewinkel (DB Reisezentrum) en een kiosk. Aan de voorzijde is er een fietsenstalling en een Kiss & Ride voorziening. De perrons zijn verbonden via een voetgangerstunnel, deze tunnel is vanaf alle perrons met liften te bereiken. De tunnel komt aan de westzijde uit op de straat Sollingtor. Aan de oostzijde van het station bevinden zich een parkeerterrein, een taxistandplaats en het centrale busstation (Zentraler Omnibus-Bahnhof, ZOB) van Northeim.

## Verbindingen

### Regionaal verkeer
Northeim ligt aan de spoorlijn Hannover - Kassel, die sinds december 2005 elk uur wordt bereden door metronom. Bovendien beginnen hier de spoorlijn Northeim - Nordhausen via Herzberg am Harz en de spoorlijn Ottbergen - Northeim, beide lijnen worden door Regionalbahn-treinen geëxploiteerd.
De volgende treinseries doen het station Northeim (Han) aan:
| Serie | Treinsoort                   | Route | Bijzonderheden                                                         |
| ----- | ---------------------------- | --- | ---------------------------------------------------------------------- |
| RE 2  | Regional-Express (metronom)  | Uelzen – Celle – Hannover Hbf – Nordstemmen – Elze (Han) – Alfeld (Leine) – Kreiensen – Northeim (Han) – Göttingen |                                                                        |
| RB 80 | Regionalbahn (DB Regio Nord) | Göttingen – Northeim (Han) – Herzberg (Harz) – Bad Lauterberg im Harz Barbis – Nordhausen                          | Eenmaal per twee uur                                                   |
| RB 81 | Regionalbahn (DB Regio Nord) | Nordhausen – Bad Lauterberg im Harz Barbis – Herzberg (Harz) – Northeim (Han) – Bodenfelde                         | Eenmaal per twee uur; versterkingsritten tussen Bodenfelde en Northeim |
| RB 82 | Regionalbahn (DB Regio Nord) | Göttingen – Northeim (Han) – Kreiensen – Seesen – Goslar – Bad Harzburg                                            |                                                                        |

### Langeafstandsverkeer
Vanaf de dienstregeling 2010 (december 2009) werd het aantal Intercity-treinen via Northeim sterk gereduceerd. De meesten Intercity's rijden niet meer via de Hannöversche Südbahn, maar via de hogesnelheidslijn Hannover - Würzburg. Drie Intercity-paren bleven in het Leinedal en rijden, zoals gebruikelijk tot 2009, via Alfeld, Northeim en Kreiensen.